# Gianfranco Zilioli
Gianfranco Zilioli (Clusone, província de Bèrgam, 5 de març de 1990) és un ciclista italià, professional des del 2014.

## Palmarès
- 2012
  - 1r a la Bassano-Monte Grappa
  - 1r al Gran Premi Capodarco
- 2013
  - 1r al Giro delle Valli Aretine
  - 1r al Giro del Casentino
  - 1r al Giro delle Valli Cuneesi i vencedor d'una etapa
  - 1r al Gran Premi de la Indústria i el Comerç de Prato
  - 1r a la Cronoscalata Gardone Val Trompia-Prati di Caregno
  - 1r a la Parma-La Spezia

### Resultats al Giro d'Itàlia
- 2015. 71è de la Classificació general
- 2016. 118è de la Classificació general